# Manatuto
Pour la municipalité, voir Manatuto (municipalité) et Manatuto (poste administratif).
Manatuto est une ville du Timor oriental. Elle est la capitale de municipalité de Manatuto et du poste administratif de Manatuto.

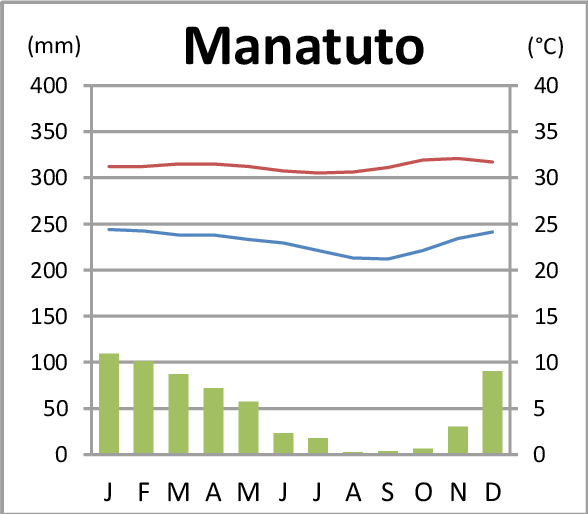

Sa population était de 9 022 habitants en 2010.